# Барнечеа (футбольный клуб)
«Барнечеа» (исп. Athletic Club Barnechea) — чилийский футбольный клуб из города Ло-Барнечеа. В настоящий момент он выступает в Примере B, втором по силе дивизионе страны.

## История
Клуб был основан 23 декабря 1929 года под названием Клуб Депортиво Санта Роса Ло-Барнечеа (исп. Club Deportivo Santa Rosa Lo Barnechea), которое было изменено на Депортиво Ло-Барнечеа (исп. Deportivo Lo Barnechea) в 1943 году.
Впервые клуб принял участие в Четвёртом дивизионе в 1983 году, где играл до 1988 года, когда команда добилась повышения в Третий дивизион, финишировав на 2-м месте позади «Мунисипаль Лас-Кондес».
В 2010 году команда выступала в Лигилье де Ассенсо, где заняла 3-е место позади «Трасандино» и «Магальянес».
В 2011 году «Барнечеа» выиграл в Третьем дивизионе, заняв 1-е место в Лигилье де Ассенсо и опередив команды «Фернандес Виаль», «Иберия Лос-Анхелес» и «Мунисипаль Мехильонес».
В 2012 году «Барнечеа» впервые в своей истории играл в Примере B, сумев занять в ней 2-е место с 66-ю очками, что давало право клубу сыграть в матчах плей-офф на повышение в Примеру, но в матчах с командой «Ньюбленсе», занявшей 3-е место в Примере В, «Барнечеа» уступил по пенальти 6:7 после первой игры, закончившейся со счётом 1:1 и второй — 2:2. Однако после этого поражения у «Барнечеа» сохранялись шансы на повышение, для этого им надо было уже обыграть в стыковых играх «Кобресаль», занявший 16-е место в Примере. Первый матч «Барнечеа» выиграл со счётом 3:1 на стадионе «Санта-Лаура», но уступил в ответной гостевой 0:3 на стадионе «Эль Кобре». Таким образом, «Барнечеа» остался в Примере В.
В сезоне 2014/15 выступал в Примере.

## Достижения
- Победитель Третьего дивизиона Чили (1): 2011